# Sufczyce
Sufczyce – wieś sołecka w Polsce, położona w województwie świętokrzyskim, w powiecie staszowskim, w gminie Oleśnica.
W latach 1975–1998 wieś administracyjnie należała do województwa kieleckiego.
Wieś w powiecie wiślickim województwa sandomierskiego w latach 70. XVI wieku należała do wojewody krakowskiego Piotra Zborowskiego.

## Położenie geograficzne
Wieś Sufczyce położona jest w obrębie Działów Połanieckich, subregionu Niecki Nidziańskiej, nad terasą zalewową rzeki Wschodniej. Obszar ten zbudowany jest głównie z mioceńskich iłów, gipsów i piasków, pokrytych częściowo utworami czwartorzędowymi. Przeważają tu lekkie gleby bielicowe. Przez wieś przepływa potok Młynkówka (Pobocznica).

## Części wsi
| SIMC    | Nazwa       | Rodzaj     |
| ------- | ----------- | ---------- |
| 0257450 | Budy        | część w2si |
| 0257466 | Krupice     | część wsi  |
| 0257472 | Pod Górkami | część wsi  |

## Archeologia
Na terenie Sufczyc zlokalizowanych jest kilka stanowisk archeologicznych datowanych od okresu neolitu po średniowiecze. W późnej epoce brązu i wczesnej epoce żelaza teren pokrywający się z obszarem dzisiejszej wsi zajmowała osada ludności grupy tarnobrzeskiej kultury łużyckiej. Układ dzisiejszej wsi jest przykładem średniowiecznej ulicówki.

## Historia
Wieś poświadczona źródłowo od XV w. W 1466 r. przypadła w udziale kasztelanowi sądeckiemu i staroście generalnemu ruskiemu Andrzejowi Oleśnickiemu herbu Dębno. Po śmierci Andrzeja w 1492 r. najprawdopodobniej przypadły wraz z Oleśnicą i okolicznymi wsiami jego bratankowi, wojewodzie lubelskiemu Janowi Oleśnickiemu (Bochotnickiemu) herbu Dębno. W latach 80. i 90. XVI w. Sufczyce, podobnie jak i okoliczne wsie klucza oleśnickiego, należą do Zofii z Wzdowa, wdowy po kasztelanie radomskim Krzysztofie Lanckorońskim. W rękach Lanckorońskich pozostaje do połowy XVIII w. W 1752 r. przechodzą w ręce Macieja Sołtyka, który poślubił wdowę po Stanisławie Lanckorońskim. W 1801 r. właścicielem wsi jest Ludwik Kalinowski. W dokumentach wieś występuje pod nazwami: Suchczicze, Suchczyce, Suszczyce, Sufcice, jako należąca do dóbr oleśnickich. W roku 1809 wieś miała 37 domów zamieszkiwanych przez 233 osoby (57 rodzin). W 1827 r. we wsi było 35 domów i 296 mieszkańców. Do 13 stycznia 1870 Sufczyce były siedzibą gminy wiejskiej. Po utracie praw miejskich przez Oleśnicę w 1869 r., gminy połączono tworząc gminę Oleśnica.
Od listopada 1888 r. do września 1889 r. w dworze w Oleśnicy, stanowiącym własność Zaborowskich, pracował jako guwerner dzieci Gustawa Zaborowskiego Stefan Żeromski. Żeromski w "Dziennikach" tak opisywał pierwszą wizytę w Sufczycach: "Drogi równo ujeżdżone, przepyszne. Mijaliśmy wieś Suchcice, wieś ogromną dobrze zabudowaną, bogatą. Wszystkie chałupy słomą kryte a jednak obszerne i mające często kształt dworków. Szyby w oknach duże, kominy murowane, ściany bielone...".
W czasie II wojny światowej okolice wsi były miejscem aktywnych działań Batalionów Chłopskich. 4 sierpnia 1944 r. wieś zajęły wojska 1. Frontu Ukraińskiego nacierające z rejonu Połańca w kierunku Grzybowa, Stopnicy i Pacanowa. 10 sierpnia na Budach ulokowano sztab 289. pułku 97. dywizji strzelców gwardii, broniącego rubieży Strzelce-Kępie. Do końca sierpnia 1944 r. okolice były polem zaciętych walk o utrzymanie przyczółka baranowsko-sandomierskiego.

## Zabytki
Figura Chrystusa Frasobliwego z 1832 r.